# Лазовське (Калінінградська область)
Лазовське (рос. Лазовское) — селище Гур'євського міського округу, Калінінградської області Росії. Входить до складу Храбровського сільського поселення.
Населення —  269 осіб (2015 рік). 

## Населення
| 2002 | 2010 |
| ---- | ---- |
| 243  | ↗269 |